# La Phalange
Pour les articles homonymes, voir Phalange.
La Phalange est une revue littéraire (1906-1939) et une collection littéraire françaises, toutes deux dirigées par Jean Royère.

## La revue
Créée à Paris le 15 juillet 1906, La Phalange s'installe au 84 rue Lauriston.
La première série de cette « revue mensuelle de littérature et d'art », forte de quatre-vingt-quinze numéros, paraît jusqu'au 20 mai 1914. Au cours de ces années, elle est reprise en 1913 par les éditions Georges Crès.
La revue se veut l'organe officiel de la poésie et de l'art symboliste, alors que son fondateur donne à sa théorie le nom de « musicisme » : Royère avait été en effet proche de René Ghil et des membres du groupe adepte de la méthode dite « évolutive-instrumentiste », en poursuivant entre 1905 et 1906 les Écrits pour l'art, groupe qui n'avait eu de cesse, quelques années plus tôt, de dénoncer, conjointement avec La Revue indépendante, les dérives de certains tenants du symbolisme, dont Jean Moréas et Léon Deschamps, patron de La Plume. Ces batailles idéologiques ne sauraient être comprises sans préciser le contexte littéraire des années 1906-1908 qui voient la naissance entre autres de La Nouvelle Revue française, revues donc où chacun essaye de récupérer l'héritage intellectuel de Stéphane Mallarmé et de le dépasser.
La Phalange accueille dans ses pages André Gide, Francis Carco, Jules Romains, Francis Jammes, Francis Vielé-Griffin, Max Jacob, Guillaume Apollinaire, John-Antoine Nau, Waldemar-George et les premiers poèmes du jeune André Breton. Le directeur de la revue, Jean Royère, « s’occupe de la critique de la poésie », Apollinaire tient la rubrique des romans, Valery Larbaud celle des lettres anglaises, Tristan Klingsor celle des arts.
Dans le no 17 du 15 novembre 1907, Guillaume Apollinaire propose trois de ses poèmes : La Tzigane, Les Colchiques, Lul de Faltenin, puis le 15 février 1908 (n°20) Onirocritique ; le 15 mars (n°21), Le Chemin qui mène aux étoiles et le 15 juin (n°24) La Marchande des quatre saisons ou le Bestiaire mondain, qui deviendra, une fois complété, Le Bestiaire ou Cortège d'Orphée. Le 15 décembre 1907 (n°18), il publie une critique d'art sur Henri Matisse, qui représente avec Cézanne et Picasso l'un des peintres qu'il admire le plus. Il écrit un essai sur Jean Royère le 15 janvier 1908 (n°19), sur Paul Fort en mars 1909 (n°33).
Le 15 avril 1909 Apollinaire quitte La Phalange à laquelle il a collaboré auprès de Gustave Kahn, Emile Verhaeren, André Gide, Henri de Régnier, Remy de Gourmont, Jules Romains, Moréas .  
Le no 93 contient quelques-uns des premiers poèmes d'André Breton : Le Saxe fin, Rieuse, Hommage.
La revue est suspendue en août 1914 du fait de la Première Guerre mondiale. En 1924, Jean Royère lance la collection « La Phalange » (voir ci-dessous).
Après une interruption de vingt et un ans, le 15 décembre 1935, réapparaît une nouvelle série de la revue, toujours dirigée par Jean Royère mais cette fois avec Armand Godoy, comportant trente-huit numéros, qui s'éteint définitivement en 15 janvier 1939. C'est l'éditeur Albert Messein qui en assure l'édition et la diffusion.

## La collection
De 1924 à 1943, la collection « La Phalange », dirigée par Jean Royère, publie 55 ouvrages. Les livres, à l'origine sous jaquette orange, sont édités chez Albert Messein.
Le texte de présentation de la collection par l'éditeur précise que « Tous les livres de la collection La Phalange seront édités dans un format uniforme in-16 Jésus, avec une couverture identique établie par Antoine Bourdelle. Ils feront l'objet d'un premier tirage limité à un maximum de 1.500 exemplaires numérotés que suivra, éventuellement, une deuxième édition à tirage illimité. Il sera tiré en outre quelques exemplaires de chaque volume sur papier de Chine et sur Vergé d'Arches tous numérotés ».
On y retrouve la plupart des collaborateurs des deux importantes revues, Le Manuscrit autographe et La Phalange (première & nouvelle série) que Jean Royère dirigea. Dans le catalogue, se trouvent beaucoup de recueils de poèmes (en vers ou en prose), dont six titres de Jean Royère lui-même 
Détail des sommaires
1924 :
Paul Adam, Dieu ;

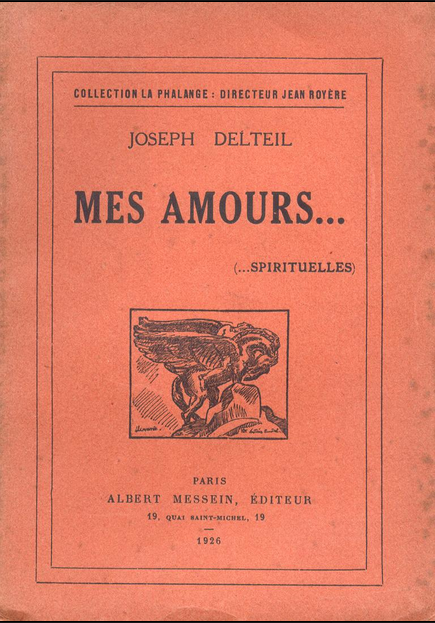
Couverture de Mes amours... de Joseph Delteil (1926).

John-Antoine Nau, Poèmes triviaux et mystiques ;
Jean Florence, Le litre et l'amphore ;
Emmanuel Lochac, L'oiseau sur la pyramide ;
André Mora, Polyphonies ; 

1925 :
Charles Derennes, Ouily et Bibi ;
Valéry Larbaud, Ce vice impuni, la lecture : domaine anglais ;
Jean Royère, Clartés sur la poésie ;
André Billy, La trentaine ;
Guillaume Apollinaire, Il y a… ;
Robert de la Vaissière, Labyrinthes ;
Stuart Merrill, Prose et vers ;
Jean-Marie Guislain, La cigale éperdue ; 

1926 :
 Joseph Delteil, Mes amours... (spirituelles) ; 
Albert Thibaudet, Les images de Grèce ;
Francis Bœuf, Sous le triste soleil splendide ; 

1927 :
Louis Mandin, L'aurore du soir. La caresse de jouvence ;
Jacques Prado, Balises ; 

1928 :
Dauphin Meunier, L'ennui... Madame ;
Paul Jamati, Paris au magnésium ; 

1929 :
Théo Varlet, Ad astra et autres poèmes (1926-1928) ;
Emmanuel Lochac, Le promenoir des élégies ;
Charles Tillac, Essai de joie ;
André Mora, Neptune-Paris ;
Jean Royère, Le Musicisme. Boileau, La Fontaine, Baudelaire ;
Jacques Prado, Holocauste ; 

1930 :
Alexandre Embiricos, Paysages vivants ;
Armand Godoy, Les litanies de la vierge ; 

1931 :
Victor-Émile Michelet, Introduction a la vie ardente ;
Jean Tortel, Cheveux bleus ;
Jean Royère, Mallarmé ;
Lucien Rolmer, Chants perdus ; 

1932 :
Francis Bœuf, Images ;
Jean-Jacques Chrétiennot, Roman en cent et une cartes postales ;
Lucie Delarue-Mardrus, Mort et printemps ;
Charles-Adolphe Cantacuzène, Essai anthologique. Éclats de conversation ; 

1933 :
Léon Riotor, J. Barbey d'Aurevilly, connétable des lettres ;
Michel Puy, L'effort des peintres modernes ;
Henri Aimé, Ah ! qu'en thermes... galants... ;
Archer Milton Huntington, Quatre poèmes ;
Pierre Lagarde, Flammes ;
Jean Royère, Le musicisme sculptural, Madame Archer Milton Huntington ;
René Guilleré, Funiculaire ; 

1934 :
Alexandre Embiricos, Physionomies. Études critiques ;
Jean Tortel, Jalons. Esthétique ; 

1935 :
Jean Royère, Le point de vue de Sirius ;
Charles Gibert, Poèmes vagabonds ; 

1936 :
Jean Royère, Orchestration ; 

1938 :
Émile Schaub-Koch, Armand Godoy ;
Léon Lemonnier, Saint-Georges de Bouhelier ;
George-Day, Grappes (poèmes) ;
José Manuel Cortina, Apologie de Jose Marti ; 

1939 :
Paul Prist, Messages : Azurs. Brumes. Sommets. Litanies de la bonne mort. Destins. Crépuscules (1925-1938) ; 

1942 :
René Gouère, Nuits blanches : poèmes ; 

1943 :
René Gouère, Pastels et fusains : poèmes ; 